# Claude Huilliot
Claude Huilliot est un peintre de fleurs né à Reims vers 1632, et mort à Paris le 6 août 1702.

## Biographie
Claude Huilliot est le frère cadet de Pierre Huilliot, peintre à Reims, qui a été son premier maître. Il a placé son frère Claude chez Nicolas Harmant (mort à Reims en 1652) « pour continuer ledit art de peinture et augmenter en science, tant et si avant que l'esprit dudit Claude Huillot pourra comprendre ».
Claude Huilliot est un peintre de fleurs reçu à l'Académie royale de peinture et de sculpture le 7 novembre 1664. Plusieurs de ses tableaux ont décoré les appartements du château de Versailles. Il a aussi représenté des armes, en collaboration parfois avec Florentin Damoiselet pour les figures, en particulier pour des tableaux destinés au château de Marly.
Il est le père de Pierre Nicolas Huilliot (1674-1751), peintre de sujets allégoriques, paysages, natures mortes, fleurs et fruits et de décorations, et de Claude Philippe Huilliot, sculpteur. Pierre Nicolas Huilliot a été formé par son père, puis par Robert Tournières. Il a été reçu à l'Académie royale de peinture et de sculpture en 1722. Il s'est marié le 11 décembre 1709 avec Marie Marguerite Le Bicheur, âgée de 25 ans, fille d'Henri Le Bicheur, maître peintre,  et de Marguerite Legrand, petite-fille de Jacques Le Bicheur et de Marthe Baudouin.